# 桜台 (市原市)
桜台（さくらだい）は、千葉県市原市の有秋地区にある町丁。姉崎桜台団地を構成する町丁である。現行行政地名は桜台一丁目から桜台四丁目。郵便番号は299-0127。

## 概要
市原市西部の有秋地区にある。団地造成が盛んであった1970年代から80年代にかけて造成された住宅団地である。全域に住居表示が施行されている。

## 地理
北は椎の木台、東は有秋台西、西と南は椎津と接している。

## 地価
2017年の公示地価によると千葉県市原市桜台2丁目35番3で34,400(円/m²)である。

## 姉崎桜台団地
桜台は全域が姉崎桜台団地として開発された町丁となっている。姉崎桜台団地の詳細は以下の通りである。
| 事業主体 | 三菱商事             |
| 販売     | 財団法人日本労栄協会 |
| 面積     | 59.12ha              |
| 計画人口 | 5,600人              |
| 販売価格 | 790万円から1,360万円 |

## 歴史

### 沿革
- 1979年（昭和54年）頃 - 造成が行われる[9]。
- 1981年（昭和56年）11月22日 - 桜台自治会が発足[10]。
- 1982年（昭和57年）
  - 4月1日 - 市原市立有秋南小学校が開校。
  - 6月21日 - 桜台自治会館を開設[11]。
- 1997年（平成9年） - 深城池が公園として整備され、遊歩道や橋などが設けられた。

## 世帯数と人口
2023年（令和5年）4月1日現在の世帯数及び人口の詳細は以下の通りである。
| 町丁字     | 世帯数    | 人口総数 | 人口  | 人口  | 人口     | 人口     | 人口    | 人口   | 世帯人員 |
| 町丁字     | 世帯数    | 人口総数 | 若年  | 若年  | 生産年齢 | 生産年齢 | 高齢    | 高齢   | 世帯人員 |
| ---------- | --------- | -------- | ----- | ----- | -------- | -------- | ------- | ------ | -------- |
| 桜台一丁目 | 247世帯   | 541人    | 36人  | 6.65% | 282人    | 52.13%   | 223人   | 41.22% | 2.19人   |
| 桜台二丁目 | 470世帯   | 1,019人  | 62人  | 6.08% | 414人    | 40.63%   | 543人   | 53.29% | 2.17人   |
| 桜台三丁目 | 333世帯   | 755人    | 36人  | 4.77% | 286人    | 37.88%   | 433人   | 57.35% | 2.02人   |
| 桜台四丁目 | 297世帯   | 599人    | 32人  | 5.34% | 247人    | 41.24%   | 320人   | 53.42% | 2.02人   |
| 全体       | 1,347世帯 | 2,914人  | 166人 | 5.70% | 1,229人  | 42.18%   | 1,519人 | 52.13% | 2.16人   |

## 通学区域
市立小学校・市立中学校及び県立高等学校の通学区域は以下の通りである。
| 町丁字     | 小学校               | 中学校             | 高等学校 |
| ---------- | -------------------- | ------------------ | -------- |
| 桜台一丁目 | 市原市立有秋南小学校 | 市原市立有秋中学校 | 第9学区  |
| 桜台二丁目 | 市原市立有秋南小学校 | 市原市立有秋中学校 | 第9学区  |
| 桜台三丁目 | 市原市立有秋南小学校 | 市原市立有秋中学校 | 第9学区  |
| 桜台四丁目 | 市原市立有秋南小学校 | 市原市立有秋中学校 | 第9学区  |

## 施設
- 市原市立有秋南小学校
- 市原桜台郵便局
- 千葉銀行姉崎支店 桜台ATM
- 桜台自治会館
- 市原みのり幼稚園
- 桜台中央公園
- 深城池

## 交通

### 鉄道
大字内に駅はないが、最寄り駅は姉ケ崎駅または光風台駅である。

### バス
日東交通が下記の2系統を運行している。
- 桜台団地線 - 姉ヶ崎駅前〜有秋台入口〜桜台団地
- 姉ヶ崎線 - 姉ヶ崎駅前〜有秋台入口〜桜台団地〜平岡小前 〜馬来田駅前〜茅野[注釈 2]

### 道路
- 千葉県道24号千葉鴨川線 - 大字の北側を通っている。